# Microdytes
Microdytes là một chi bọ cánh cứng trong họ Dytiscidae.
Chi này được J.Balfour-Browne miêu tả khoa học năm 1946.

## Các loài
Các loài trong chi này gồm:
- Microdytes akitai Wewalka, 1997
- Microdytes balkei Wewalka, 1997
- Microdytes belli J.Balfour-Browne, 1946
- Microdytes bistroemi Wewalka, 1997
- Microdytes boukali Wewalka, 1997
- Microdytes championi J.Balfour-Browne, 1946
- Microdytes dimorphus Wewalka, 1997
- Microdytes elgae Hendrich, Balke & Wewalka, 1995
- Microdytes franzi Wewalka & Wang, 1998
- Microdytes gabrielae Wewalka, 1997
- Microdytes hainanensis Wewalka, 1997
- Microdytes hendrichi Wewalka, 1997
- Microdytes holzmannorum Wewalka & Wang, 1998
- Microdytes jaechi Wewalka, 1997
- Microdytes lotteae Wewalka, 1998
- Microdytes maculatus (Motschulsky, 1859)
- Microdytes mariannae Wewalka, 1997
- Microdytes mazzoldii Wewalka & Wang, 1998
- Microdytes menopausis Wewalka, 1997
- Microdytes nilssoni Wewalka, 1997
- Microdytes pasiricus (Csiki, 1938)
- Microdytes sabitae Vazirani, 1968
- Microdytes sarawakensis Wewalka, 1997
- Microdytes satoi Wewalka, 1997
- Microdytes schoedli Wewalka, 1997
- Microdytes schoenmanni Wewalka, 1997
- Microdytes schuhi Wewalka, 1997
- Microdytes schwendingeri Wewalka, 1997
- Microdytes shepardi Wewalka, 1997
- Microdytes shunichii Satô, 1995
- Microdytes sinensis Wewalka, 1997
- Microdytes tomokunii Satô, 1981
- Microdytes uenoi Satô, 1972
- Microdytes zetteli Wewalka, 1997